# Adalgiso
Adalgiso  è un nome proprio di persona italiano maschile.

## Varianti
- Maschili: Adalciso[2], Adalgisio, Adelciso, Adelchi[2]
  - Ipocoristici: Dalciso[2], Alghisio[2], Arciso[2], Dalcisio, Delciso, Algiso, Algisio, Alciso, Arcisio[senza fonte]
- Femminili: Adalgisa[1][2][3], Adalcisa[2], Adelcisa
  - Ipocoristici: Dalgisa, Dalcisa, Delcisa, Algisa, Alcisa, Arcisa, Ada[senza fonte]

### Varianti in altre lingue
- Catalano: Adalgís[4]
- Germanico: Adalgis[5], Adalchis[5], Adelgis[5], Adelchis[5]
  - Femminili: Adalgisa[5], Adelgisa[5], Adelchisa[5]
- Latino: Adalgisus[1]
  - Femminili: Adalgisa[1]
- Spagnolo: Adalgiso[4]

## Origine e diffusione
Continua l'antico nome germanico Adalgis, la cui etimologia non è del tutto certa. È composto da due elementi di cui il primo è indubbiamente athala ("nobile", "nobiltà"), mentre il secondo, gis, è di origine dubbia; potrebbe essere un derivato di gisal (o gisil, "pegno", "ostaggio"), oppure di gisil ("freccia", "lancia"). In questo secondo caso, il significato complessiva viene variamente interpretato come "nobile freccia", "nobile lancia" o "freccia che dà nobiltà". Alle stesse radici risale il nome Adelchi.
La forma maschile è piuttosto rara; più diffuso è invece il femminile, ben attestato in tutta l'Italia centro-settentrionale, specie in Lombardia e in Emilia-Romagna, tanto che Gadda lo usò più volte per caratterizzare i suoi romanzi ambientati nel milanese. Adalgisa è inoltre un personaggio della Norma di Bellini (un uso permesso dalla licenza poetica, dato che il personaggio è una sacerdotessa gallica, mentre il nome non è celtico ma germanico).

## Onomastico
L'onomastico viene festeggiato generalmente il 7 ottobre in onore di sant'Adalgiso, vescovo di Novara. Con questo nome si ricorda anche sant'Adalgisio di Thiérache, monaco e missionario irlandese del VII secolo, il 2 giugno.

## Persone

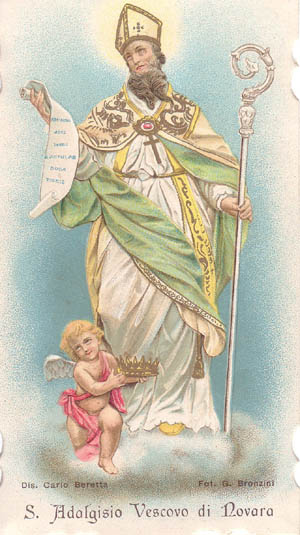
Adalgisio di Novara

### Variante Adalgisio
- Adalgisio di Novara, vescovo italiano
- Adalgisio di Thiérache, monaco e missionario irlandese

### Variante femminile Adalgisa
- Adalgisa Gabbi, soprano italiano
- Adalgisa Impastato, cestista italiana
- Adalgisa Nery, poetessa, giornalista e politica brasiliana

## Il nome nelle arti
- Adalgiso è il nome del re longobardo protagonista dell'Adelchi di Manzoni.
- Adalgisa è un personaggio della Norma di Vincenzo Bellini.
- Adalgisa è un personaggio che compare nel giallo di Antonio Manzini La costola di Adamo.